# Àngel Cortès i Dejuan
Àngel Cortès i Dejuan (Barcelona, 1 d'octubre de 1924 - Barcelona, 25 de setembre de 2003) va ser una de les persones més rellevant dins de l'església evangèlica a Catalunya.

## Infància i joventut
Nascut a la vila de Gràcia l'1 d'octubre de 1924, va quedar sol molt jove, ja que la seva mare Júlia va morir quan ell tenia 16 anys, i el seu pare Joan treballava a bord de vaixells nord-americans, passant molt de temps fora.
El 1944 ingressà a la Facultat de Dret de la Universitat de Barcelona, i s'incorporà a les Joventuts d'Estat Català. La seva etapa universitària fou una etapa de publicacions i accions clandestines que provocaren, amb la publicació de la revista "Torxa", del qual era el director, la seva detenció durant una batuda de la policia el 7 de juny de 1945, i el seu posterior empresonament a la presó Model de Barcelona. Aquest fet li va reportar la prohibició de tornar a cursar estudis a la Universitat i la pèrdua de tots els seus drets civils durant 20 anys.
El 27 de novembre de 1948 es casa amb Maria Roca. D'aquesta unió naixerien quatre fills: Júlia, Jordi, Àngel i Noemí.

## Relació amb l'església evangèlica
L'any 1956 arran de diferents contactes amb els evangèlics, Àngel i la seva dona són batejats a l'Església Evangèlica de Gràcia, al carrer Terol, 22 de Barcelona. D'aquesta forma comença una etapa de compromís ferm i amb les activitats de l'església i del món evangèlic: participa en l'obertura de diversos locals de culte, i comença la traducció d'himnes al català.
L'any 1966 pren part en la constitució de Fundació Bíblica de Catalunya (avui IBEC), amb la idea de celebrar conferències a diferents llocs utilitzant el català per tal de revifar el seu ús a les esglésies, i amb l'objectiu de fer una traducció de la Bíblia al català i confeccionar un himnari català. El 1968, van publicar l'himnari "Cants de Glòria" i neix la revista "Presència Evangèlica"
El 1972 s'involucra en cos i ànima amb Àgape, ministeri que tant ell com la seva dona van continuar fins a la seva mort, amb compromís i dedicació absoluta, tant a nivell professional, com espiritual i sentimental.
Participa en la fundació de l'Associació Bíblica de Catalunya, organisme interconfessional, que continua avui amb la publicació de treballs com ara: la Bíblia catalana Interconfessionals o el Nou Testament Trilingüe.

## Relació amb la política[calcitació]
Àngel Cortès va seguir lligat a Estat Català fins a l'any 1978. Aquestes activitats li obren un ventall molt gran de coneixences amb polítics del país, tant els que eren aquí com els de l'exili. Visita Josep Tarradellas a França, i amb Jordi Pujol l'unien moltes afinitats que van anar forjant la seva amistat (que perduraren fins a la seva mort) i posterior ingrés com a militant de Convergència Democràtica de Catalunya.
Des de ben jove va ser un lluitador per la democràcia i la llibertat a Catalunya, i aquesta convicció el va dur a mantenir-se actiu en les activitats polítiques i socials de CDC fins als darrers dies de la seva vida. Va estar vinculat, durant força anys, a la secretaria general de joventut de la Generalitat de Catalunya.
Sota la seva iniciativa, diverses vegades representants del poble evangèlic han estat rebuts per les màximes autoritats polítiques del nostre país, els diversos presidents del Parlament i el President de la Generalitat.
Els seus nombrosos contactes amb els mitjans de comunicació li permeten intervenir en la concessió a Televisió de Catalunya d'un espai per a la comunitat evangèlica; un temps després, el projecte es concretaria en el programa Néixer de Nou, predecessor dels Signes dels temps, emès durant la dècada de 1980 i 1990.
Per aquesta tasca el 1986, la Generalitat de Catalunya li atorgà la Creu de Sant Jordi.

## Vessant poètic
Durant la seva vida Àngel Cortès va escriure molts poemes. Entre ells, hi ha poemes religiosos (alguns estan dintre dels "Cants de Glòria"), poemes de compositors clàssics i poemes inèdits. La majoria de poemes inèdits foren escrits durant la seva estada a la presó.